# Ister

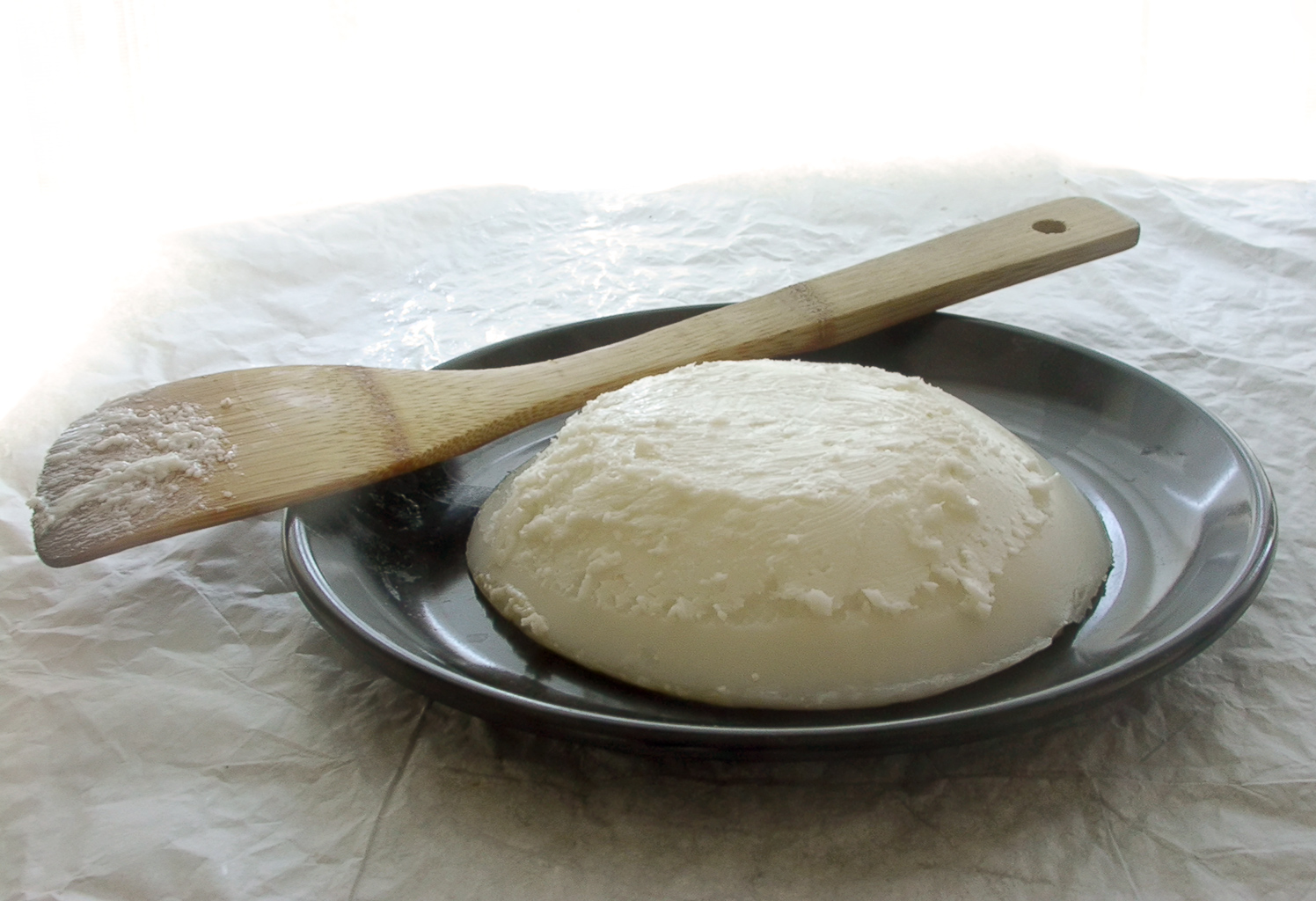
Hemmagjort ister.

Ister eller flott är smält depåfett från svin. Det har länge använts bland annat som matfett i matlagning, pålägg, och till salva.
Ister har till viss del konkurrerats ut av vegetabiliska fetter och oljor (som olivolja) eftersom ister har en relativt hög halt av mättat fett (runt 40 %) vilket anses ha en negativ inverkan på hälsan. Det används dock fortfarande i stor utsträckning vid tillverkning av tvål.

## Anatomisk bakgrund
Ister är ett relativt mjukt fett som finns upplagrat i närheten av tarmarna, njurarna och revbenen hos en del djur, som inte hör till kategorin idisslare bland däggdjuren. Idisslarnas motsvarande fett är fastare och kallas talg. Det är egentligen bara tamsvinets ister, som i dagligt tal avses med denna beteckning. Tamsvinet har vid sidan av detta ister, Axungia porci eller Adeps suillus, även späck under huden, detta är ännu lösare än istret.
Svinister som tas under vintern är mer vitt, fast och hållbart än sådant som tas under sommaren och hösten, då det innehåller mer av fettsyran oleinsyra, vilket gör istret lösare och mindre lämpligt för exempelvis salvor. Istrets färg och hållbarhet kan även bero på svinens föda. Hos svin, som göds med ekollon eller bokollon, blir det gulaktigt, och sådant ister härsknar lättare än annat i kontakt med luften.

## Sammansättning och egenskaper
Ister består av omkring 38 % fast, mättat fett (tristearin och tripalmitin) samt omkring 62 % flytande, enkelomättat fett (triolein).
Ister smälter mellan +31°C och +36°C.

## Traditionell framställning
För farmaceutiskt behov måste istret skiras (från skir, ren, ogrunmlad, ren) på så sätt, att det råa istret sönderskärs i små tärningar, så att fettcellerna öppnas, varefter istret tvättas i kallt vatten för att befrias från blod, slem och tillfälliga föroreningar. Det upphettas sedan med ångvärme ("ångbad") i kärl av porslin eller väl förtennt koppar, tills all fuktighet avgått, silas därefter genom linne och hälles ännu varmt och flytande, i glas- eller porslinskärl, som vanligen fylls fullständigt och förvaras svalt. Farmakopén kräver att skirat ister, Adeps suillus, skall vara alldeles vitt. Det får ej lukta eller smaka härsket (genom bildning av flyktiga fettsyror), ej heller vidbränt (genom för stark upphettning över öppen eld vid skirningen).
För ökad hållbarhet användes även ett ister med tillsatt bensoeharts, Adeps benzoatus, förr kallat Axungia benzoata. Det bereds genom att en blandning av pulveriserat eller grovt sönderstött bensoeharts (ca 2 % av istrets mängd) och skirat ister hålls smält under två timmar i ångbad under omröring. Istret tar genom denna beredning upp bensoesyra och bensoens luktande ämnen samt blir därigenom mycket längre hållbart.

## Produkter med ister
Istersmör är ister smaksatt med grädde och lök.

Medister är en dansk och norsk korv med ister.

Isterband är en främst småländsk korv.